# Panama a 2008. évi nyári olimpiai játékokon
Panama a kínai Pekingben megrendezett 2008. évi nyári olimpiai játékok egyik részt vevő nemzete volt. Az országot az olimpián 3 sportágban 5 sportoló képviselte, akik összesen 1 érmet szereztek.

## Érmesek
| Érem  | Versenyző       | Sportág  | Versenyszám      |
| ----- | --------------- | -------- | ---------------- |
| Arany | Irving Saladino | Atlétika | Férfi távolugrás |

## Atlétika
Férfi
| Versenyző     | Versenyszám | Előfutam | Előfutam | Előfutam | Elődöntő | Elődöntő | Elődöntő | Döntő   | Döntő    |
| Versenyző     | Versenyszám | Idő      | Hely.    | Össz.    | Idő      | Hely.    | Össz.    | Idő     | Helyezés |
| ------------- | ----------- | -------- | -------- | -------- | -------- | -------- | -------- | ------- | -------- |
| Bayano Kamani | 400 m gát   | 49,05    | 4.       | 6.       | 50,48    | 8.       | 16.      | kiesett | kiesett  |

| Versenyző       | Versenyszám | Selejtező | Selejtező | Döntő    | Döntő    |
| Versenyző       | Versenyszám | Eredmény  | Helyezés  | Eredmény | Helyezés |
| --------------- | ----------- | --------- | --------- | -------- | -------- |
| Irving Saladino | Távolugrás  | 801 cm    | 9.        | 834 cm   |          |

## Úszás
Férfi
| Versenyző    | Versenyszám | Előfutam | Előfutam | Előfutam | Elődöntő | Elődöntő | Elődöntő | Döntő   | Döntő    |
| Versenyző    | Versenyszám | Idő      | Hely.    | Össz.    | Idő      | Hely.    | Össz.    | Idő     | Helyezés |
| ------------ | ----------- | -------- | -------- | -------- | -------- | -------- | -------- | ------- | -------- |
| Edgar Crespo | 100 m mell  | 1:03,72  | 1.       | 53.      | kiesett  | kiesett  | kiesett  | kiesett | kiesett  |

Női
| Versenyző       | Versenyszám | Előfutam | Előfutam | Előfutam | Elődöntő | Elődöntő | Elődöntő | Döntő   | Döntő    |
| Versenyző       | Versenyszám | Idő      | Hely.    | Össz.    | Idő      | Hely.    | Össz.    | Idő     | Helyezés |
| --------------- | ----------- | -------- | -------- | -------- | -------- | -------- | -------- | ------- | -------- |
| Christie Bodden | 100 m hát   | 1:07,18  | 3.       | 47.      | kiesett  | kiesett  | kiesett  | kiesett | kiesett  |

## Vívás
Női
| Versenyző      | Versenyszám       | Selejtező         | 32-es főtábla                | Nyolcaddöntő                 | Negyeddöntő       | Elődöntő          | Bronz- mérkőzés   | Döntő             | Helyezés |
| Versenyző      | Versenyszám       | Ellenfél Eredmény | Ellenfél Eredmény            | Ellenfél Eredmény            | Ellenfél Eredmény | Ellenfél Eredmény | Ellenfél Eredmény | Ellenfél Eredmény | Helyezés |
| -------------- | ----------------- | ----------------- | ---------------------------- | ---------------------------- | ----------------- | ----------------- | ----------------- | ----------------- | -------- |
| Jesika Jiménez | Párbajtőr, egyéni |                   | Jana Semjakina (UKR) · 15-13 | Imke Duplitzer (GER) · 10-15 | kiesett           | kiesett           | kiesett           | kiesett           | 16.      |